# Guerre de Candie
Pour les articles homonymes, voir Candie (homonymie).
 (mars 2018).
Pour les articles homonymes, voir Guerres vénéto-ottomanes.
Batailles
- La Canée (1645)
- 26 mai 1646 (en)
- Candie (1648-1669)
- Focchies (1649)
- Paros (1651)
- Dardanelles (1654)
- Dardanelles (1655) (en)
- Dardanelles (1656) (en)
- 3 mai 1657 (en)
- 18 mai 1657 (en)
- Dardanelles (1657)
- 27 août 1661 (en)
- 29 septembre 1662 (en)
- Porto Delphino (1665)

La guerre de Candie ou guerre de Crète opposa la république de Venise à l'Empire ottoman de 1645 à 1669. L'Empire ottoman conquit rapidement la Crète, alors la plus grande et la plus riche province de l'Empire vénitien, mais le siège de sa capitale se prolongea pendant plus de vingt ans.
Le conflit se déroula principalement sur l'île de Crète, mais de nombreux combats navals opposèrent les deux camps dans l'Égée et quelques opérations eurent lieu en Dalmatie.
Malgré la rapide conquête de l'île au cours des premières années de la guerre, la résistance prolongée de sa capitale Candie obligea les deux parties à porter leur attention sur le ravitaillement de leurs armées respectives. La principale chance de succès pour les Vénitiens reposait en particulier sur leur flotte et sa capacité à couper les lignes de ravitaillement et de renforts ottomans. Malgré l'aide de leurs alliés européens et leur domination maritime, ils ne furent cependant jamais en mesure d'assurer un blocus total du détroit des Dardanelles et d'empêcher le ravitaillement de l'armée ottomane. De leur côté, les Turcs furent gênés par des problèmes intérieurs et la dispersion de leurs forces vers la Transylvanie et l'Autriche.
La prolongation du conflit épuisa l'économie vénitienne basée sur le commerce avec le Proche-Orient, et la lassitude gagna la République à partir des années 1660, malgré l'aide apportée par ses alliés. De leur côté, les Ottomans ayant réussi à conserver leurs forces en Crète, lancèrent une dernière grande offensive en 1666 sous le commandement direct du grand vizir, qui fut le point de départ de la période la plus sanglante du siège qui dura encore deux ans.
Finalement, la reddition de la forteresse fut négociée, mettant fin à la guerre. Aux termes du traité de paix, Venise ne conserva que quelques forteresses insulaires (Souda, Gramvoussa et Spinalonga) en Crète, et des gains territoriaux minimes en Dalmatie.

## Contexte
Depuis la perte de Chypre lors de la guerre précédente, l'île de Crète était la dernière possession importante de Venise en Méditerranée orientale. Son importance stratégique en faisait une cible naturelle pour l'expansion ottomane dans la région, tandis que sa taille et la fertilité de son sol, joints au mauvais état de ses fortifications, la rendait une proie plus tentante que Malte, dont les défenses, âprement défendue, avait déjà couté très cher (30 000 hommes sur 40 000) à Soliman le Magnifique lors du grand siège de 1565.
L'attaque le 28 septembre 1644, au large de Rhodes, du précieux convoi rapatriant la sultane et l'héritier, de leur pèlerinage à la Mecque, par les Hospitaliers de Saint-Jean de Jérusalem, servit de prétexte à l'empire ottoman pour déclarer la guerre en 1645. Une expédition rassemblant 50 000 soldats et plus de 400 vaisseaux fut préparée, sous les ordres de Silahdar Youssouf Pacha (en). L'armada ottomane appareilla le 30 avril, en direction de Navarin dans le Péloponnèse, où elle resta trois semaines. L'objectif n'avait pas été annoncé, mais les Ottomans laissaient entendre qu'il s'agirait de Malte.

## Déroulement de la guerre

### Premières opérations en Crète
Les Vénitiens se laissèrent surprendre par le subterfuge ottoman, et furent surpris par l'arrivée de la flotte ottomane en Crète le 23 juin 1645. Malgré les efforts du nouveau provveditore generale, Andrea Corner, les défenses vénitiennes étaient en mauvais état. Les fortifications étaient importantes, mais leur entretien avait été longtemps négligé et un gros effort fut entrepris pour leur réparation. Alarmée par les préparatifs ottomans, la République renforça la Crète fin 1644 avec 2 500 soldats et des provisions, et commença à armer sa flotte tandis qu'une assistance était promise par le Pape et la Toscane en cas de guerre. Cependant, la population grecque locale n'était pas bien disposée envers les Vénitiens, une situation qui s'avéra d'une importance cruciale par la suite. Non seulement les Ottomans furent ainsi en mesure de prendre rapidement le contrôle de l'arrière-pays, mais au cours des années suivantes ils purent être ravitaillés directement par la population alors qu'ils étaient pratiquement coupés de leurs lignes d'approvisionnement maritimes.
Les Ottomans débarquèrent d'abord à 15 milles à l'ouest de La Canée, la milice locale fuyant devant eux. Ils attaquèrent alors l'île fortifiée de San Todero, dont le commandant Blasio Zulian fit sauter avec lui-même la forteresse et la garnison plutôt que de tomber aux mains de l'ennemi. L'armée ottomane avança ensuite vers La Canée, qui tomba le 22 août après un siège de 56 jours. Dans l'intervalle les Vénitiens avaient reçu des renforts, l'aide promise commençant à arriver sous la forme de galères papales, toscanes, maltaises et napolitaines. En septembre, la flotte ottomane était désemparée, mais les flottes chrétiennes alliées, sous le commandement timoré de Niccolo Ludovisi, ne parvinrent pas à se saisir de l'occasion pour frapper un coup décisif. Quand les forces alliées lancèrent une contre-attaque sur La Canée le 1er octobre, avec une flotte de 90 navires, la défense turque acharnée et le manque de coopération des Alliés condamnèrent l'attaque à l'échec. Peu après, les alliés des Vénitiens regagnèrent leurs bases.

### La guerre navale

#### Les premiers engagements (1645-1654)
Venise n'était pas de force à affronter directement l'armée ottomane sur terre, mais possédait une puissante marine. En 1645 les Vénitiens et leurs alliés possédaient 60 à 70 galères, 4 galéasses et environ 36 galions. Les Vénitiens bénéficiaient en outre d'une supériorité due à l'utilisation combinée des navires à rames et à voile, alors que la marine ottomane étaient presque entièrement composée de galères. Afin d'augmenter leurs forces les deux belligérants louèrent des navires marchands armés des Pays-Bas, puis de l'Angleterre (en particulier les Ottomans).

Carte des Dardanelles.

La première opération vénitienne fut une tentative de bloquer les Dardanelles en 1646. Afin d'empêcher le ravitaillement de l'armée turque en Crète, une force de 23 navires vénitiens commandés par Tommaso Morosini écuma l'Égée à la recherche des navires turcs, et tenta de s'emparer de l'île stratégique de Ténédos, à l'entrée des détroits. Le capitan pacha Kara Musa (en) lança une flotte de 80 vaisseaux contre les Vénitiens, mais elle fut repoussée à l'intérieur des Dardanelles le 26 mai. Cependant, la flotte vénitiens ne put empêcher une sortie ottomane le 4 juin, lorsque le manque de vent permit aux galères turques d'échapper aux navires vénitiens. Les Ottomans furent donc en mesure de débarquer de nouvelles troupes et du ravitaillement en Crète sans rencontrer d'opposition. Les efforts de la marine vénitienne pour contrer les opérations terrestres turques furent eux aussi un échec, à la fois à cause du manque d'audace des commandants, des retards de paiement de la solde des marins et des effets d'une épidémie.
Le 27 janvier 1647, Tommaso Morosini fut tué lorsque son navire dut affronter la flotte ottomane entière, soit 45 galères. Dans le combat qui s'ensuivit, les Vénitiens causèrent cependant de lourdes pertes à leurs adversaires, dont Kara Musa lui-même. Le navire fut sauvé par l'arrivée du reste de la flotte, sous la direction du nouveau capitaine général, Giovanni Battista Grimani. Cet affrontement au cours duquel un seul navire vénitien avait causé de tels dommages à leur flotte entière porta un sérieux coup au moral des Ottomans. Malgré quelques succès dont un raid sur Tchesmé, le reste de l'année fut néanmoins un échec pour les Vénitiens qui ne parvinrent pas à empêcher le ravitaillement des troupes turques en Crète, malgré les tentatives de blocus des ports.
Les Vénitiens retournèrent dans les Dardanelles en 1648. En dépit de la perte de nombreux navires et de l'amiral Grimani lui-même lors d'une tempête à la mi-mars, les renforts conduits par Giacomo da Riva permirent à la flotte de 65 vaisseaux de retrouver une puissance suffisante pour bloquer efficacement les détroits pendant toute l'année. Les Ottomans réagirent en construisant une nouvelle flotte à Tchesmé, obligeant ainsi leurs adversaires à diviser leurs forces, ce qui permit à la flotte ottomane renforcée de briser le blocus en 1649 sous le commandement du capitan-pacha Voinok Ahmed. Malgré une victoire sur la flotte ottomane à l'ancre à Phocée le 12 mai 1649, qui permit la capture ou la destruction de nombreux navires, da Riva fut incapable d'empêcher la flotte turque de rejoindre la Crète. Ceci révéla la faiblesse de la position vénitienne : le maintien d'un blocus prolongé avec des galères était une tâche difficile en soi, et la République ne disposait pas de suffisamment de navires pour contrôler à la fois les Dardanelles et le détroit de Chios.
Pendant la majeure partie de 1650, une flotte vénitienne de 41 navires continua le blocus des Dardanelles, empêchant Haideragazade Mehmed Pacha de rejoindre la Crète. Il fut remplacé à la fin de l'année par Hozamzade Ali Pacha, gouverneur de Rhodes, qui utilisa une tactique astucieuse pour échapper au blocus : il attendit l'arrivée de l'hiver et le retrait des Vénitiens pour rassembler quelques bateaux, embarquer plusieurs milliers de soldats avec d'importantes provisions et faire voile vers la Crète sans opposition.
Le 10 juillet 1651, la première bataille navale significative de la guerre eut lieu au sud de Naxos, durant trois jours au cours desquels 58 navires vénitiens sous le commandement d'Alvise Mocenigo (it) remportèrent la victoire sur une flotte ottomane deux fois plus nombreuse. Les rescapés de la flotte ottomane se replièrent sur Rhodes, d'où ils réussirent néanmoins à gagner la Crète. Mocenigo fut remplacé peu après par Leonardo Foscolo.
Les deux adversaires ne furent pas très actifs dans les deux années qui suivirent, les Ottomans réussissant cependant à ravitailler leurs troupes en Crète et à garder leur flotte intacte.

#### Les batailles dans les Dardanelles (1654-1657)
La flotte ottomane fut réorganisée et renforcée à partir de 1654 : l'arsenal de la Corne d'Or produisit de nouveaux vaisseaux de guerre, et des escadres de Tripolitaine et de Tunis arrivèrent pour la rejoindre. L'amiral Kara Mourad (en) fit voile depuis les Dardanelles début mai, avec 79 navires (40 navires à voile, 33 galères et 6 galéasses), et fut encore rejoint par 22 galères des côtes de l'Égée et 14 vaisseaux barbaresques. Cette force possédait un énorme avantage numérique face à la flotte vénitienne de blocus de 26 navires, sous le commandement de Giuseppe Dolfin. La bataille qui s'ensuivit fut une victoire ottomane ; cependant, le fait que leur flotte avait réussi à échapper à l'ennemi malgré son infériorité numérique, la lourdeur des pertes ottomanes et la bravoure manifestée par les équipages la transforma en une victoire morale pour les Vénitiens. La flotte ottomane, renforcée des escadres égéenne et barbaresque, s'avança pour piller l'île vénitienne de Tinos mais se retira après une brève escarmouche avec les Vénitiens d'Alvise Mocenigo le 21 juin. Kara Mourad réussit à échapper aux Vénitiens pendant le reste de l'année, les deux flottes parcourant l'Égée de long en large, avant de retourner aux Dardanelles en septembre à cause d'une agitation chez les janissaires de la flotte. Les derniers mois de 1654 furent marqués par des changements importants dans le commandement vénitien : Mocenigo mourut à Candie et fut remplacé comme capitaine général de la Mer par Francesco Morosini, qui s'était distingué lors des précédents combats.
Morosini adopta une conduite plus énergique dans la poursuite de la guerre : au printemps 1655 il effectua un raid sur les entrepôts ottomans d'Égine, et rasa le port de Vólos lors d'une attaque nocturne le 23 mars. Début juin, il rallia les Dardanelles, attendant le départ de la flotte turque qui fut toutefois retardé à la suite de l'instabilité du gouvernement ottoman. Laissant Lazzaro Mocenigo avec la moitié de la flotte (36 navires) pour garder les détroits, Morosini retourna dans les Cyclades. Cependant, une semaine après son départ, le 21 juin, la flotte ottomane de 143 navires commandée par Moustapha Pacha fit son apparition. La bataille fut une nette victoire vénitienne. La flotte ottomane évita l'engagement pour le reste de l'année, avant de rejoindre ses quartiers d'hiver, laissant Morosini libre de mettre le siège devant l'île stratégique de Monemvasia au sud du Péloponnèse, sans succès. En septembre Morosini fut nommé en tant que nouveau provéditeur de Crète, Lorenzo Marcello lui succédant au poste de Capitaine général de la Mer.

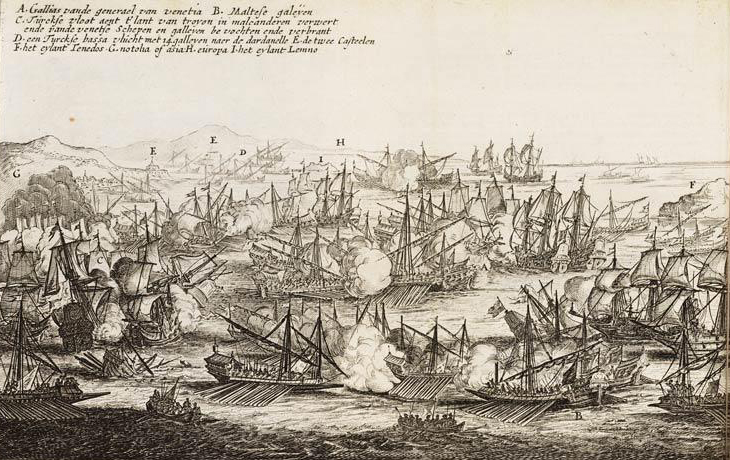
Troisième bataille des Dardanelles (1656).

En dépit de leur domination navale face aux Turcs au cours des années précédentes, les Vénitiens n'avaient pas réussi à transformer leur avantage en résultats concrets ; ils avaient certes réussi à prendre le contrôle de la mer Égée et de ses îles, levant impôts et recrues, mais malgré leurs défaites les Ottomans étaient toujours en mesure de parcourir l'Égée et de ravitailler leurs troupes en Crète, en particulier depuis les ports d'Alexandrie, Rhodes, Chios, ou Monemvasia. En juin 1656 toutefois, une flotte vénéto-maltaise de 37 vaisseaux, commandée par Marcello, infligea à la flotte ottomane de 108 navires sa « pire défaite navale depuis Lépante ». Soixante navires ottomans furent détruits, 24 capturés et 5 000 galériens chrétiens furent libérés. Les Vénitiens et les Maltais de leur côté subirent aussi des pertes, dont l'amiral Marcello. Malgré le départ du contingent maltais après la bataille, l'étendue de ce succès permit aux Vénitiens, sous le commandement de Barbado Badoer, de s'emparer de Ténédos (8 juillet) et Lemnos (20 août). Ces îles constituant des bases arrière stratégiquement situées à l'entrée des détroits, permirent de rendre le blocus vénitien plus efficace ; les lignes d'approvisionnement de la Crète furent ainsi coupées et Constantinople subit une disette au cours de l'hiver suivant.
Les Ottomans renversèrent la situation l'année suivante, en 1657. Le nouveau Grand Vizir Mehmet Köprülü, investi de pouvoirs quasi-dictatoriaux à partir de septembre 1656, donna un nouvel élan à l'effort de guerre de l'Empire. La flotte, renforcée et placée sous le commandement d'un nouveau capitan-pacha, Topal Mehmet (tr), força le blocus vénitien en mars et se dirigea vers Ténédos, sans toutefois attaquer l'île défendue par une trop forte garnison. En mai les vénitiens de Lazare Mocenigo remportèrent quelques victoires mineures.
Renforcé par des navires maltais et papaux, Mocenigo rallia les Dardanelles, attendant le passage de la flotte ottomane, qui se présenta le 17 juillet. À la suite de désaccords entre les commandants chrétiens, la ligne de combat ne put être complètement formée et la flotte turque put ainsi franchir les détroits avant le début de la bataille. Celle-ci fut constituée d'une série d'engagements durant 3 jours, les deux flottes dérivant vers le sud et l'ouest des Dardanelles vers l'intérieur de l'Égée. Les combats prirent fin le soir du 19 juillet lorsqu'une explosion détruisit le vaisseau amiral vénitien, tuant Mocenigo et forçant la flotte alliée au repli. Dans cette bataille les Vénitiens infligèrent de plus lourdes pertes à leurs adversaires que les leurs, mais les ottomans avaient atteint leur but : le blocus était forcé. Sous la direction personnelle du Grand Vizir, renforcée de navires et d'équipages des États barbaresques, la flotte ottomane reconquit Lemnos le 3 août et Ténédos le 12 novembre, enlevant ainsi tout espoir pour les Vénitiens de rétablir un blocus aussi serré qu'auparavant.

#### L'impasse (1658-1666)
En 1658 les forces ottomanes furent détournées vers le nord par une campagne contre le prince de Transylvanie, Georges II Rákóczi, qui se transforma en un conflit prolongé avec les Habsbourg. Les quelques années suivantes, la flotte vénitienne à nouveau commandée par Morosini essaya sans succès de maintenir le blocus du détroit des Dardanelles. Morosini reprit par ailleurs sa tactique d'attaque des bastions ottomans : un siège de l'île de Sainte-Maure (Leucade) en août 1658 fut un échec, mais en 1659 les Vénitiens alliés aux Maniotes saccagèrent Kalamata dans le Péloponnèse, suivie par Torone en Chalcidique, Carystos en Eubée et Tchesmé. Cependant, Venise ne disposant pas de forces suffisantes pour occuper durablement ces places-fortes, ces raids ne rapportèrent rien de concret à la République. Du côté ottoman, Mehmet Koprülü ordonna la construction de deux forts, « Sedd el Bahr » (Rempart de la Mer) et « Koum-Kalé », de part et d'autre de l'entrée des Dardanelles, afin d'en interdire l'accès aux Vénitiens.
Pendant ce temps, la lassitude avait gagné les Vénitiens qui souffraient de l'interruption du commerce. Des négociateurs furent envoyés aux Ottomans, mais ceux-ci exigèrent l'abandon total de la Crète, ce qui était inacceptable pour la République. La fin de la guerre franco-espagnole encouragea par ailleurs les Vénitiens qui espéraient recevoir une aide plus importante en argent et en troupes, notamment de la part de la France dont les relations avec la Porte, traditionnellement bonnes, venaient de se dégrader.
Cette aide se matérialisa effectivement rapidement, des particuliers ou des groupes entiers venant de toute l'Europe occidentale s'engager comme volontaires dans l'armée vénitienne, tandis que les souverains se sentaient obligés de leur côté de fournir troupes, ravitaillement et navires. Le premier contingent français de 4 200 hommes commandés par le prince Almerigo d'Este (it) arriva en avril 1660, en même temps que d'autres contingents de mercenaires allemands, de troupes savoyardes, et de navires maltaise, toscans et français. En dépit de ces renforts, les opérations de Morosini en 1660 furent un échec : un assaut sur La Canée en août réussit à s'emparer des fortifications extérieures mais échoue à reprendre la ville ; de même en septembre, une attaque contre les lignes de siège ottomanes à Candie ne permet pas la levée du siège malgré les succès remportés. Après la mort du prince d'Este à Naxos peu après, le contingent français fut rapatrié, suivi rapidement par Morosini, découragé, qui fut remplacé par un de ses parents, Giorgio. En 1661, celui-ci remporta quelques succès mineurs : il leva un blocus de l'île de Tinos, puis se lança à la poursuite de la flotte ottomane et la battit à Milos. Les années suivantes furent en revanche peu actives ; bien que les Ottomans soient fortement engagés en Hongrie contre les Autrichiens et que leur flotte prenne rarement la mer, les Vénitiens ne réussirent pas à tirer avantage de la situation et hormis l'interception près de Cos d'un convoi de ravitaillement venant d'Alexandrie en 1662, il y eut peu d'initiatives.

#### La phase finale de la guerre (1666-1669)
Si les Vénitiens étaient inactifs, ce n'était pas le cas des Ottomans : après la signature de la paix de Vasvár en 1664, ils furent en mesure de concentrer leurs forces contre la Crète. Le grand vizir Fazıl Ahmet Köprülü débuta de vastes préparatifs au cours de l'hiver 1665-1666, et envoya 9 000 hommes renforcer les troupes turques en Crète. Une proposition de paix ottomane, qui aurait autorisé Venise à conserver Candie en échange d'un tribut annuel, fut refusée, et en mai 1666 l'armée ottomane, sous le commandement personnel du Grand Vizir, quitta la Thrace pour la Grèce du Sud, d'où elle devait embarquer pour la Crète au cours de l'hiver.
En février 1667, les Vénitiens reçurent d'importants renforts de France et de Savoie, au total 21 vaisseaux et environ 6 000 hommes, mais comme par le passé les conflits de préséance entre les alliés gênèrent les opérations. Francesco Morosini, à nouveau capitaine général, chercha à engager les Ottomans mais ceux-ci évitèrent le combat et, s'appuyant sur leur supériorité logistique, purent continuer à ravitailler leurs troupes. Le seul succès allié de l'année 1667 fut une attaque ottomane repoussée contre Cythère.
Le 8 mars 1668, les Vénitiens remportèrent une bataille disputée au large de Sainte-Pélagie (Ouest de la baie d'Héraklion), au cours de laquelle 2 000 soldats ottomans et 12 galères tentèrent de capturer une petite escadre de galères vénitiennes. Prévenu de leurs intentions, Morosini la renforça et remporta une victoire coûteuse, qui fut la dernière de cette guerre en mer.
À nouveau renforcés par des vaisseaux du Pape et des Hospitaliers, les Vénitiens imposèrent au cours de l'été un blocus à La Canée, la principale base d'approvisionnement ottomane. Pour sécuriser leur mouillage de l'îlot de San Todero, les alliés capturèrent le 3 août la forteresse côtière de Santa Marina, un succès mineur qui n'empêcha finalement pas la flotte du Capitan Pacha de rejoindre La Canée en septembre, avec des troupes fraîches et du ravitaillement, après le départ de l'escadre malto-papale.

#### La chute de Candie (1669)

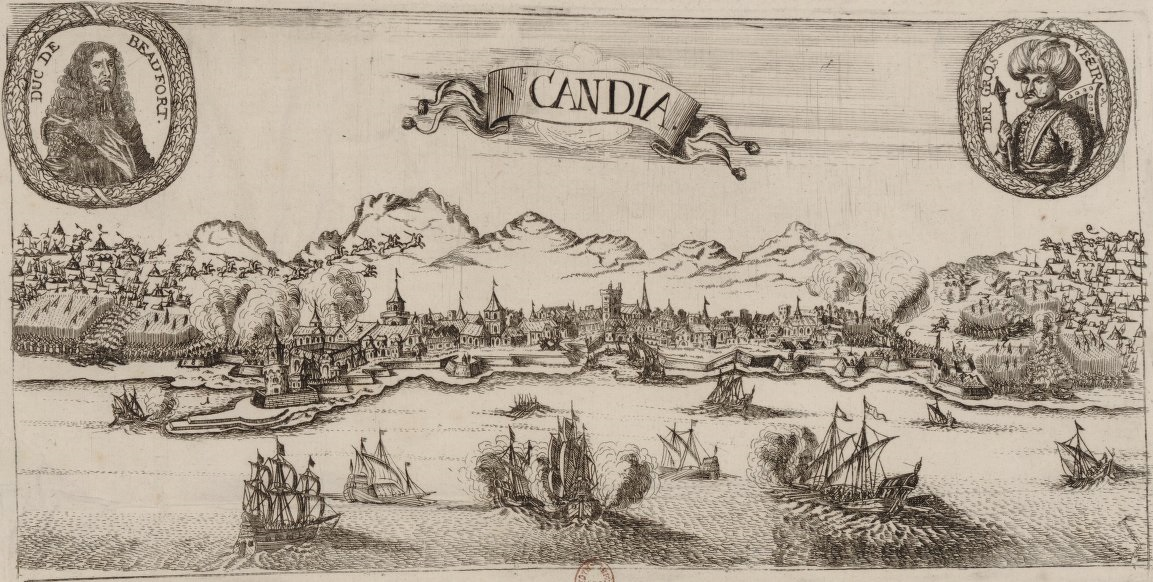
Vue du siège de Candie en 1669 au moment de l'intervention française avec l'escadre du duc de Beaufort.

Au mois de juin 1669, arriva devant Candie une importante force française envoyée par Louis XIV sur sollicitation du pape Clément IX. Elle se composait de 41 bâtiments de tout type (vaisseaux, galères, transports) embarquant 6 à 7 000 hommes de troupe sous les ordres du duc de Beaufort et naviguait sous pavillon pontifical pour ne pas froisser l’Empire ottoman avec qui la France avait de gros intérêts commerciaux. Le 25 juin, elle débarquait et tentait une attaque nocturne sur les retranchements est de Candie. Ce fut un échec sanglant qui coûta la vie à 800 hommes dont le duc de Beaufort.
Le nouveau chef, Vivonne, essaya de mieux se coordonner avec le gouverneur vénitien. Un conseil de guerre franco-vénitien décida de lancer une attaque à l’ouest de la ville, appuyée par un intense bombardement naval. En vain : les boulets n’entamèrent pas les positions turques et l’attaque fut stoppée par l’explosion d’un vaisseau français. Découragés par les lourdes pertes et la mésentente avec les Vénitiens, Vivonne décidât de remettre à la voile vers la France, ce qui fut fait le 20 août 1669.
L’intervention française, même si elle avait été mieux commandée, était probablement trop tardive pour espérer sauver la ville pressée par 60 000 combattants turcs. Le gouverneur Francesco Morosini comprit qu’il ne restait plus guère d’espoir et fut très affecté par la trahison de l’ingénieur grec Berchet qui avait livré tous les plans de la forteresse aux Turcs. Le 6 septembre 1669, il obtenait du Grand Vizir Köprülü une capitulation honorable pour éviter un massacre : tous les civils et soldats italiens purent quitter librement la ville.

### La guerre en Dalmatie

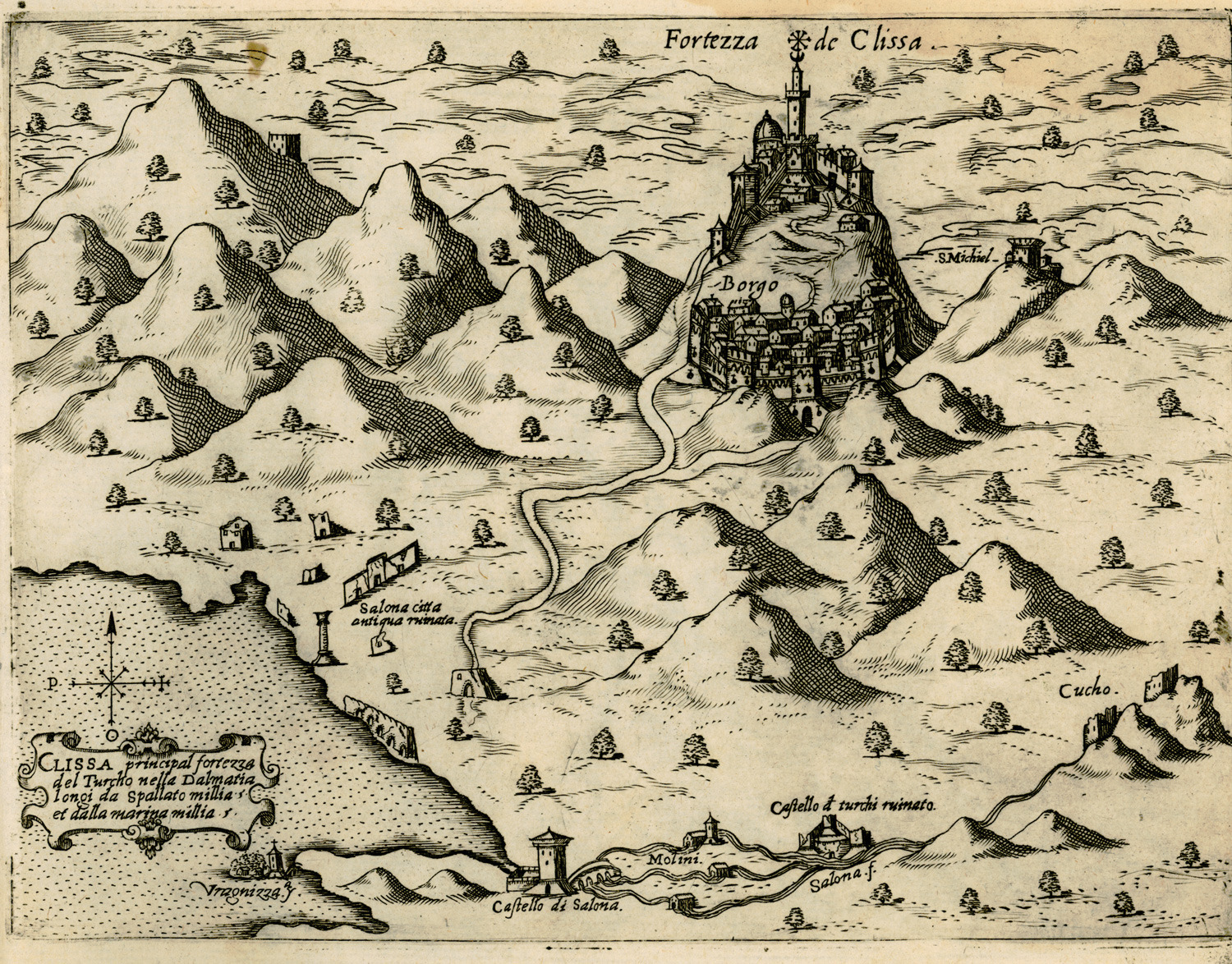
La forteresse de Klis.

Le front dalmate fut un théâtre d'action séparé, actif surtout au début de la guerre. Les conditions y étaient presque inverses de celles de Crète : pour les Ottomans, il était éloigné et relativement insignifiant, tandis que les Vénitiens opéraient près de leurs bases de ravitaillement et bénéficiaient d'une domination navale complète et pouvaient ainsi ravitailler facilement leurs points d'appui côtiers. En outre, et contrairement à la Crète, ils bénéficiaient du soutien de la population locale, en particulier les Morlacci.
Les Ottomans lancèrent une attaque de grande envergure en 1646, avec quelques gains significatifs dont la capture des îles de Krk, Pag et Cres, et surtout la forteresse de Novigrad, considérée comme imprenable, qui se rendit le 4 juillet après seulement deux jours de bombardement. Les Turcs étaient alors en position de menacer les deux principaux bastions vénitiens en Dalmatie, Zadar et Split. Un renversement de situation eut cependant lieu l'année suivante : le commandant vénitien Leonardo Foscolo s'empara de plusieurs forts, reprit Novigrad, captura temporairement la forteresse de Knin et prit Klis, alors que les Ottomans échouaient à prendre la forteresse de Šibenik malgré un siège d'un mois en août et septembre. Durant les quelques années suivantes, les opérations militaires restèrent au point mort à cause d'une famine et d'une épidémie chez les Vénitiens de Zadar, tandis que les deux parties dirigeaient leurs efforts en direction de la zone égéenne. Les Ottomans étant occupés sur d'autres fronts plus prioritaires, le théâtre dalmate ne connut pas d'autres opérations militaires. La paix signée en 1699 entérina donc des gains significatifs en Dalmatie pour Venise, son territoire étant triplé et son contrôle de l'Adriatique ainsi assuré.

## Conséquences
La reddition de Candie marqua la fin de quatre siècles et demi de domination vénitienne en Crète, et l'apogée territorial de l'Empire ottoman. Le coût et les pertes élevées subies pendant cette guerre prolongée contribuèrent cependant grandement au déclin de cet empire au cours de la fin du siècle. De son côté, Venise avait perdu la plus grande et la plus prospère de ses colonies, sa position prééminente dans le commerce méditerranéen avait diminué, et son trésor était épuisé, la défense de Candie ayant à elle seule coûté 4 253 000 ducats. Ces pertes n'étaient pas suffisamment compensées par les gains en Dalmatie. À son retour à Venise en 1670, Morosini fut jugé pour insubordination et trahison, mais acquitté. Quinze ans plus tard, il commanderait les forces vénitiennes pendant la guerre de Morée au cours de laquelle eut lieu une dernière tentative pour reconquérir l'île, en 1692, qui échoua. Les derniers bastions vénitiens en Crète seraient perdus en 1715, et l'île allait demeurer sous domination ottomane directe jusqu'à son autonomie en 1897.

## Chronologie
- 25 juin 1645 : débarquement de l'armée ottomane à l'ouest de La Canée
- 17 août 1645 : chute de La Canée
- mai 1648 : début du siège de Candie
- septembre 1669 : reddition de Candie

### Sources primaires
- Histoire des trois derniers empereurs des Turcs depuis 1623 jusqu'à 1677, t. 3 ; traduit de l'anglais par Ricaut ; Paris, 1683.